# Kunnalu, Chikmagalur
Kunnalu là một làng thuộc tehsil Chikmagalur, huyện Chikmagalur, bang Karnataka, Ấn Độ.